# Balik
Balik (bulgariska: Балик) är ett distrikt i Bulgarien.   Det ligger i kommunen obsjtina Tervel och regionen Dobritj, i den nordöstra delen av landet, 400 kilometer öster om huvudstaden Sofia.
Trakten runt Balik består till största delen av jordbruksmark. Runt Balik är det ganska tätbefolkat, med 78 invånare per kvadratkilometer.